# Bouaichoune
Bouaichoune (în arabă بوعيشون) este o comună din provincia Médéa, Algeria.
Populația comunei este de 4.309 locuitori (2008).